# Fluernes Herre
Fluernes Herre (originaltitel: Lord of the Flies) er en roman af den engelske forfatter William Golding. Den udkom første gang i 1954. Den første danske udgave kom i 1960.
Bogen handler om en gruppe engelske drenge, der under en atomkrig strander på en øde ø helt uden voksne. De prøver at organisere sig og at skabe et samfund reguleret ved love osv. Men de ender med at bekrige hinanden. To (muligvis tre) af børnene bliver slået ihjel af de andre på øen i løbet af fortællingen.
Hovedpersonerne i historien er Jack og Ralph.
Bogen er filmatiseret to gange, af Peter Brook 1963 og af Harry Hook 1990.
| Bog | Spire Denne artikel om bøger og tidsskrifter er en spire som bør udbygges. Du er velkommen til at hjælpe Wikipedia ved at udvide den. |